# Jasmah-Adad
Jasmah-Adad je bil mlajši sin amoritskega kralja Gornje Mezopotamije Šamši-Adada I., katerega je oče po uspešnem vojaškem napadu na Mari po umoru kralja Jahdun-Lima Marijskega leta 1795 pr. n. št. imenoval za guvernerja Marija. Odgovoren je bil za jugozahodni del očetovega kraljestva, katerega prestolnica je bil Mari. Njegovo ozemlje je zajemalo porečja Balika, Haburja in Evfrata. Jasmah-Adadovo administrativno okrožje je na zahodu mejilo na Jamhad in sirijsko pustinjo, naseljeno s polnomadskimi plemeni. Oče je vladal severnemu delu kraljestva iz Šubat-Enlila in brat Išme-Dagan jugodvzhodnemu delu iz Ekalatuma. Jasmah-Adadovo vladanje v Mariju in okoliških pokrajinah v porečju Evferata se je končalo z očetovo smrtjo. Amorit Zimri-Lim ga je s svojo vojsko izgnal iz Marija in leta 1776 pr. n. št. sam zasedel marijski prestol. Viri niso povsem enotni o tem ali so ga izgnali čez mejo ali ubili preden mu je uspelo pobegniti.

## Politična poroka
Šamši Adad I. je imel glavno vlogo v življenju svojega sina in pogosto do podrobnosti vodil sinove zadeve. Da bi okrepil vojaško zavezništvo z zahodno sirsko mestno državo Katna, zaveznico v boju proti sovražni državi Jamhad, je organiziral poroko svojega sina z Beltum, hčerko-princeso kralja Katne Iški-Adada. Oba očeta sta želela imeti glavno vlogo na Jasmah-Adadovem dvoru, toda Jasmah-Adad je bil že poročen s hčerko Jahdun-Lima, zato je bila Beltum druga žena in na dvoru zasedla drugo mesto. Šamši-Adad je bil jezen na sina, ker ni upošteval njegovih ukazov, in ga prisilil, da je Beltum obdržal ob sebi v svoji palači.
Dododki kažejo na obseg moči, ki jo je imel Šamši-Adad I. nad svojima sinovoma in svojim kraljestvom nasploh. Jasmah-Adad in Išme-Dagan sta imela zveneče naslove in vladala vsak v svoji prestolnici, njuna moč pa je bila očitno konceptualna in sta bila verjetno politični  marioneti, ki sta izpolnjevali zahteve svojega očeta.

## Vojaška brutalnost
Korespondenca  med Jasmah-Adadom in  Šamši-Adadom I. kaže, kakšno vlogo je Jasmah-Adad igral v očetovem brutalnem vojnem pohodu leta 1781 pr. n. št., zlasti proti plemenu Jajlanum. Medtem ko pisma in napisi, ki opisujejo druge bitke, razkrivajo nenasilno ravnanje z ujetimi sovražniki, je pismo Jasmah-Adadu vsebovalo navodila, naj pobijejo vse pripadnike tega plemena: "Ukažite, da morajo sinovi (plemena) Jajlanum, vsi, ki so z vami, nocoj umreti ... Umreti morajo in biti pokopani v grobovih!" Kasneje je Išme-Dagan v pismu Jasmah-Adadu opisal usmrtitev Jajlanumov: "Mar-Addu in vsi sinovi (plemena) Jajlanum so bili ubiti, vsi njihovi služabniki in vojaki pa pobiti in niti en sovražnik ni ušel. Veselite se!" Mar-Addu, poglavarju plemena Jajlanum, so odsekali glavo in jo prinesli Jasmah-Adadu.

## Drugi družinski stiki
Čeprav vojaške kampanje in kritike, najdene v pismih njegovega očeta in brata, Jasmah-Adada prikazujejo kot manj sposobnega vladarja, nam eno od pisem, napisano okoli 1791-1776 pr. n. št., daje vpogled v družinske odnose in morda njegovo strokovnost.  Išme-Dagan v pismu prosi svojega brata, da pred vrnitvijo posreduje  svoje zdravniško znanje  njegovemu zdravniku:  "Zdravilo, ki mi ga je namenil vaš zdravnik, je izjemno dobro. Rana je začela izginjati; počasi, počasi jo bo zdravilo odstranilo. Zdaj vam skupaj s pismom pošiljam zdravnika Samsi-Addu-tukulta, ki naj pogleda zdravilo in ga takoj pošlje nazaj". Išme-Daganovo pismo kaže na Jasmah-Adadovo strokovno znanje ali vsaj na znanje njegovega zdravnika za zdravljenje težkih bolezni. 